# Efecto Snowden
El efecto Snowden es parte  de las reacciones producidas por la divulgación hecha por Edward Snowden sobre la existencia de sistemas de vigilancia global. Snowden ha sido calificado como un verdadero héroe, un delator, un disidente, un patriota y un traidor.

## Sobre la sociedad
En julio de 2013, el crítico de medios Jay Rosen definió el efecto Snowden como "Los beneficios directos e indirectos en el conocimiento público de la cascada de eventos e informes adicionales que siguieron a las filtraciones de información clasificada de Edward Snowden sobre el estado de vigilancia en los Estados Unidos".

En diciembre de 2013, The Nation escribió que Snowden había provocado un debate largo tiempo postpuesto sobre la seguridad nacional y la privacidad individual. 

En el Foro Económico Mundial de 2014, los expertos en Internet valoraron las noticias acerca de que Microsoft permitiría a los clientes extranjeros almacenar sus datos personales en servidores fuera de los Estados Unidos como una señal de que las filtraciones de Snowden estaban impulsando a países y compañías líderes a construir fronteras virtuales en el ciberespacio.

En Forbes, se observó que el efecto casi había unido al Congreso de los Estados Unidos en oposición al masivo sistema nacional Post 11-S, destinado a la recopilación de datos de inteligencia.

En su encuesta "Global Attitudes" de la primavera de 2014, el Pew Research Center encontró que las revelaciones de Snowden habían empañado la imagen de los Estados Unidos, especialmente en Europa y América Latina.
En mayo de 2014, el gobierno de Obama nombró a William Evanina, un exagente especial del FBI especializado en lucha antiterrorista, como el nuevo Ejecutivo Nacional de Contrainteligencia. "En lugar de dejarnos llevar por el concepto de ver a los autores de filtraciones como héroes", dijo Evanina en agosto, "debemos volver a los principios básicos de qué significa ser leal. La filtración de información no diferenciada y no autorizada es un acto criminal". Aunque lidiar con amenazas internas había sido una prioridad de la comunidad de inteligencia desde que WikiLeaks publicara las revelaciones de Chelsea Manning en 2010, Evanina dijo que después de las revelaciones de Snowden en junio de 2013, el proceso "se aceleró desde ser como un ferrocarril regional hasta ser como el expreso de Acela". Un año más tarde, se retiró los permisos de seguridad a 100 000 personas.
En septiembre de 2014, el director de Inteligencia Nacional James Clapper dijo que las filtraciones de Snowden crearon una tormenta perfecta, degradando las capacidades de la comunidad de inteligencia. Las filtraciones de Snowden, dijo Clapper, dañaron las relaciones con entidades extranjeras y corporativas, restringieron los recursos presupuestarios y provocaron que los EE. UU. dejaran de reunir información sobre ciertos objetivos, poniendo a Estados Unidos en mayor riesgo.
En octubre de 2014, el exdirector del Centro Nacional de Contraterrorismo, Matthew G. Olsen, dijo a CNN que las revelaciones de Snowden habían facilitado que los grupos terroristas evadieran la vigilancia de los Estados Unidos mediante el cambio de sus métodos de encriptación. Olsen dijo que se había perdido las fuentes la información de inteligencia sobre algunos individuos de interés, lo que impedía conocer sus actividades. Para julio de 2015, Estado Islámico había estudiado las revelaciones de Snowden y, según funcionarios de los Estados Unidos, sus líderes estaban usando correos o comunicaciones encriptadas que los analistas occidentales no podían descifrar.
En febrero de 2015, el director del Centro Nacional de Contraterrorismo, Nicholas Rasmussen, declaró ante el Congreso que las revelaciones de Snowden habían dañado las capacidades de inteligencia de los EE. UU. Rasmussen dijo que el gobierno tenía constancia de terroristas concretos que, después de enterarse de las filtraciones de Snowden sobre cómo los Estados Unidos recopilaban información, habían aumentado sus medidas de seguridad al usar nuevos tipos de encriptación, cambiar sus direcciones de correo electrónico o abandonar los métodos de comunicación anteriores.
Reflexionando sobre el efecto de sus filtraciones, el propio Snowden escribió en febrero de 2015 que "el mayor cambio ha sido la toma de conciencia. Antes de 2013, si tú decías que la NSA estaba registrando las llamadas telefónicas de todos y el GCHQ estaba monitoreando a abogados y periodistas, la gente se habría sorprendido y te habría llamado teórico de la conspiración. Esos días han terminado".
En marzo de 2015, USA Today informó que el efecto Snowden había afectado a The Guardian. El periodista Michael Wolff, que escribió para The Guardian durante muchos años, afirmó que el reciente nombramiento de Katharine Viner como editora en jefe "se puede leer como, en parte, una respuesta profundamente equívoca a la historia de Snowden por parte del personal del periódico, con su inusual poder en el proceso de selección de un nuevo editor". Según Wolff, se había desarrollado "una sensación de mareo periodístico en torno a Snowden, difícil de expresar en la línea partidaria de The Guardian. Cuestionar la retirada de Snowden a Rusia y su protección por parte de Vladimir Putin estaba internamente prohibido".

## Industria de la tecnología
En la industria de la tecnología, el efecto Snowden tuvo un profundo impacto después de que se conociera que la NSA estaba aprovechando la información de algunos servicios en la nube de EE. UU. Google, Cisco y AT&T perdieron negocios a nivel internacional debido al clamor popular por sus roles en el espionaje de la NSA. Un estudio realizado por la Information Technology and Innovation Foundation publicado en agosto de 2013, estimó que la industria de la computación basada en la nube podría haber perdido hasta 35 mil millones de dólares para 2016. The Wall Street Journal nombró al "efecto Snowden" como la principal historia tecnológica de 2013 y dijo que las filtraciones de Snowden "enseñaron a las empresas que la conveniencia de la nube tiene aspectos positivos y negativos". El diario predijo que el efecto también encabezaría las noticias de 2014, dado el número de documentos que aún no se habían revelado. Según el director del Centro de Investigación de Política y Negocios Chinos de la Universidad de Indiana, en China, el país más rentable para las compañías tecnológicas de Estados Unidos, todos están "bajo sospecha de ser colaboradores voluntarios o involuntarios". El efecto también se observó en los cambios de la inversión en la industria, con la seguridad "nuevamente en el mapa", según Hussein Kanji, experto en Riesgo de Hoxton Ventures.
El 8 de agosto de 2013, Lavabit, un proveedor de correo electrónico seguro utilizado por Snowden, suspendió el servicio después de que se le solicitaran las claves de encriptación, que habrían dejado los correos electrónicos de los 410 000 usuarios de Lavabit expuestos a los fiscales del gobierno de los EE. UU. Al día siguiente, un proveedor similar llamado Silent Circle anunció su cierre debido a la imposibilidad de proteger el correo electrónico de modo eficaz. En octubre de 2013, las dos compañías se unieron y anunciaron un nuevo servicio de correo electrónico, Dark Mail Alliance, diseñado para resistir la vigilancia del gobierno.
Luego de conocerse que el móvil de la canciller alemana Angela Merkel, estaba siendo interceptado, la industria tecnológica se apresuró a crear un teléfono celular seguro. Según la publicación especializada TechRepublic, las revelaciones de las filtraciones de la NSA "sacudieron el mundo de las TI" y tuvieron un "efecto escalofriante". Los tres mayores impactos fueron un mayor interés en el cifrado, el abandono por empresas de proveedores estadounidenses y una reconsideración sobre la seguridad de la tecnología de la nube. El Blackphone, que The New Yorker calificó como "un teléfono para la era Snowden" y que ha sido descrito como "un teléfono inteligente diseñado específicamente para la seguridad y la privacidad", —creado por los fabricantes de GeeksPhone, Silent Circle y PGP—, proporcionó sistemas de encriptación para las llamadas telefónicas, los correos electrónicos, los textos y la navegación por internet.
Según una encuesta de abril de 2014, a partir de las revelaciones de Snowden los estadounidenses redujeron el uso de Internet para actividades tales como el envío de correo electrónico, las compras en línea y los servicios bancarios. También en abril de 2014, el ex subdirector de la NSA, el coronel Cedric Leighton, afirmó que las filtraciones de Snowden habían perjudicado significativamente la integridad mundial de Internet, ya que Brasil y otros países comenzaron a reconsiderar la naturaleza descentralizada de Internet. Leighton sugirió que los esfuerzos de los estados nacionales para crear sus propias versiones de Internet son el principio del fin de Internet tal como lo conocemos. "Cuando se presenta una situación en la que todos al mismo tiempo entran en un modo 'tribal' (una nube alemana, una nube suiza o cualquier otra Internet separada), estos son intentos nacionalistas significativos", dijo Leighton. "Lo que sucedió con Snowden, es más una excusa que una política, es más una excusa para renacionalizar Internet".
En marzo de 2014, The New York Times informó que las consecuencias económicas de las filtraciones de Snowden habían sido una bendición para las compañías extranjeras en detrimento de las firmas estadounidenses. Daniel Castro, analista de la Fundación de Tecnología de la Información e Innovación, predijo que la industria de la computación en la nube de los Estados Unidos podría perder 35 mil millones de dólares para 2016. Matthias Kunisch, un ejecutivo de software alemán que cambió sus proveedores de computación en la nube, de EE. UU. a Deutsche Telekom, dijo que debido al efecto Snowden sus clientes pensaban que las compañías estadounidenses tenían conexiones con la NSA. Los analistas de seguridad estimaron que las compañías tecnológicas de EE. UU., a partir del episodio Snowden habían invertido en conjunto millones y posiblemente miles de millones de dólares en añadir funciones de cifrado de última generación a sus servicios al consumidor y a los conectores que enlazan los centros de datos.
En julio de 2014, la fundación no partidista New America resumió el impacto de las revelaciones de Snowden en los negocios de los Estados Unidos. La pérdida de confianza, dijo el informe, ha tenido serias consecuencias para las empresas de tecnología de Estados Unidos. Los ejecutivos de TI en Francia, Hong Kong, Alemania, el Reino Unido y los Estados Unidos confirmaron que las filtraciones de Snowden impactaron directamente en la forma en que las compañías de todo el mundo piensan acerca de las tecnologías de la información y la comunicación, en particular la computación en la nube. Una cuarta parte de las empresas multinacionales británicas y canadienses encuestadas estaban trasladando sus datos fuera de los EE. UU. Entre las empresas estadounidenses que atribuían caídas en los ingresos, en parte como consecuencia de las filtraciones de Snowden, estaban Cisco Systems, Qualcomm, IBM, Microsoft y Hewlett-Packard. Las leyes propuestas en más de una docena de países extranjeros, incluidos Alemania, Brasil e India, dificultarían a las empresas estadounidenses hacer negocios allí. La Unión Europea está considerando una legislación doméstica de privacidad más estricta que podría resultar en multas y penalidades que representarían un costo de miles de millones de dólares para las empresas estadounidenses.
En agosto de 2014, la firma de inteligencia web con sede en Massachusetts, Recorded Future, anunció que había encontrado una conexión directa entre las filtraciones de Snowden y los dramáticos cambios en la forma en que los terroristas islamistas interactuaban en línea. (En 2010, Recorded Future, una empresa privada, recibió una inversión de In-Q-Tel, una empresa de capital de riesgo sin fines de lucro cuyo socio principal es la CIA.) Apenas unos meses después de las fugas de Snowden en 2013, afirmó Recorded Future, los agentes de al-Qaeda y otros grupos asociados revisaron completamente los métodos de encriptación que llevaban usando 7 años y que incluían algoritmos "hechos en casa", adoptando en su lugar un software de código abierto más sofisticado y de reciente disponibilidad que permitían el encriptado en teléfonos celulares, productos de Android y Mac, a fin de enmascarar sus comunicaciones.
En septiembre de 2014, Flashpoint Global Partners, una firma de monitoreo de web profunda y web oscura con sede en Seattle, publicó un informe que encontró "muy poca información disponible de fuente abierta a través de las redes sociales yihadies en línea" que indica que las filtraciones de Snowden impulsaron a Al Qaeda a desarrollar comunicaciones digitales más seguras. "Los métodos de encriptación pública subyacentes empleados por los yihadistas en línea", concluyó el informe, "no parecen haber cambiado significativamente desde la aparición de Edward Snowden. Los principales avances tecnológicos recientes se han centrado principalmente en expandir el uso de encriptación para mensajería instantánea y comunicaciones móviles".
En mayo de 2015, The Nation informó: "Las consecuencias del fiasco que supusieron las filtraciones de Edward Snowden no fueron solo políticas, sino que fueron en gran medida económicas. Poco después de hacerse pública la extensión de la recopilación de datos hecha por la NSA, los clientes extranjeros (incluido el gobierno brasileño) comenzaron a abandonar a las empresas de tecnología de Estados Unidos, en gran medida por cuestiones de privacidad. El polvo aún no se ha asentado, pero la firma de investigación tecnológica Forrester estimó que las pérdidas pueden llegar a un total de 180 mil millones de dólares, o el 25% de los ingresos de la industria ".

## Productos de consumo
En septiembre de 2014, The New York Times informó sobre el sistema operativo iOS 8 de Apple Inc., que encripta la totalidad de los datos que almacena, como una demostración de cómo comenzaba  a impactar el efecto Snowden en productos de consumo. Sus revelaciones, dijo  The Times , "[...] hicieron que las naciones de todo el mundo sospecharan que cada pieza de hardware y software estadounidense, desde teléfonos hasta servidores creados por Cisco Systems pueden tener 'puertas traseras' para la inteligencia estadounidense". The Times situó este desarrollo dentro de una "era post Snowden" en la que Apple ya no cumpliría con las solicitudes de la NSA y de las fuerzas del orden público para acceder a los datos del usuario, dado que Apple ya no posee la clave para desbloquear datos del iPhone. Sin embargo, dado que la nueva seguridad protege la información almacenada en el dispositivo, pero no los datos almacenados en el servicio iCloud de Apple, Apple aún podrá obtener cierta información del cliente almacenada en iCloud en respuesta a las solicitudes del gobierno. The Times agregó que el sistema operativo Android de Google tendría instalado por defecto el sistema de cifrado en las próximas versiones.